# Григорьевка (район имени Габита Мусрепова)
Григорьевка (каз. Григорьевка) — село в районе имени Габита Мусрепова Северо-Казахстанской области Казахстана. Входит в состав Возвышенского сельского округа. Код КАТО — 596637300.

## География
Расположено на берегу реки Акканбурлык.

## Население
В 1999 году численность населения села составляла 186 человек (92 мужчины и 94 женщины). По данным переписи 2009 года, в селе проживало 62 человека (34 мужчины и 28 женщин).